# Cosacchi siberiani

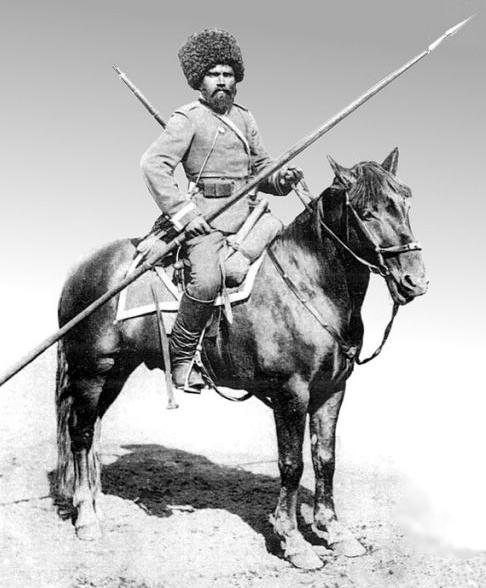
Cosacco siberiano, anni 1890

I cosacchi siberiani furono i cosacchi che si stabilirono in Siberia a partire dalla fine del XVI secolo, a seguito della conquista della regione da parte di Ermak Timofeevič. In quel periodo, praticamente tutti gli appartenenti alla popolazione russa siberiana, specialmente coloro al servizio dello zar, venivano chiamati cosacchi; c'è da dire, però, che l'etnonimo cosacco era dovuto solamente al fatto che i coloni non erano né proprietari terreni, né contadini: la maggior parte di loro, infatti, proveniva dalla Russia nord occidentale ed aveva poco a che fare con i cosacchi del Don o i cosacchi dello Zaporož'e.
Nel 1808, Alessandro I creò l'armata cosacca siberiana, dalla quale vennero distaccati nel 1867 i cosacchi del Semirěč'e (dal nome dell'omonima regione), destinati ad essere impiegati in Kazakistan e Kirghizistan.
I cosacchi siberiani parteciparono a molti conflitti tra il XIX e XX secolo, fino a che l'armata non venne sciolta nel 1918; a quel punto molti di loro formarono unità militari e si unirono all'ammiraglio Aleksandr Vasil'evič Kolčak nella sua lotta contro i bolscevichi.
Durante la seconda guerra mondiale, la maggior parte dei cosacchi siberiani combatterono dalla parte dei sovietici mentre alcuni di loro si arruolarono nella I Divisione cosacca, nella quale furono inquadrati come secondo reggimento della prima brigata. Questi ultimi, alla fine della guerra, seguendo le sorti degli altri cosacchi, vennero consegnati all'Unione sovietica dagli alleati.